# Martin Jönsson (filmare)
Martin Jönsson, född 11 september 1967, är en svensk journalist och regissör.
Jönsson läste journalistik i Göteborg 1988–1990 och frilansade därefter på bland annat Hallands Nyheter och Göteborgs-Posten. År 1992 var han med och startade Radio Rix och gick därefter vidare och startade upp TV4 Göteborg 1994. Där arbetade han som reporter, redaktör, webbchef och programledare. Efter att ha gjort ett inslag för TV4:s Kalla fakta hösten 2003 var han med och byggde upp SVT:s sändningsorganisation för Uppdrag Granskning i Göteborg, där han under perioden 2004–2006 var programredaktör. Därefter har han haft ett antal uppdrag både för TV4 och SVT i Göteborg.
År 2008 debuterade Martin Jönsson som regissör med Mari Carmen España: Tystnadens slut. Filmen som han gjorde tillsammans med Pontus Hjorthén är en road-movie om Spanien efter Franco. År 2010 visades Jönssons och Hjorthéns dokumentärfilm Hemligheten om Carl-Ivar Nilsson på SVT. Tillsammans gjorde de 2011 dokumentären Fotbollens sista proletärer.